# Donna Woolfolk Crossová
Donna Woolfolk Crossová (* 1947) je americká spisovatelka. Je dcerou editorky komiksových příběhů Dorothy Woolfolkové, rozené Roubicekové (její otec Josef Roubíček byl přistěhovalec z Čech), a romanopisce Williama Woolfolka. Donna studovala Pensylvánskou univerzitu. Poté pracovala v Londýně jako asistentka. Napsala čtyři knihy ve stylu literatury faktu a jeden román, Papežku Janu, jenž měl celosvětový úspěch.

## Dílo